# ب‌ام‌و سری ۵
BMW 5 Series که در فارسی معمولاً بِ‌ام‌و سری ۵ یا بِ‌ام‌و اتاق ۵ خوانده می‌شود یک سری خودرو از مجموعه محصولات شرکت آلمانی بِ ام و است که از سال ۱۹۷۲ تا کنون در ۷ نسل تولید و عرضه شده‌است.
این سری پس از سری ۳ پرفروش‌ترین سری از خودروهای بِ‌ام‌و می‌باشد.
۷ نسل پیاپی این سری به ترتیب:
1. E12, از ۱۹۷۲ تا ۱۹۸۱
2. E28, از ۱۹۸۱ تا ۱۹۸۸
3. E34, از ۱۹۸۸ تا ۱۹۹۶
4. E39, از ۱۹۹۶ تا ۲۰۰۳
5. E60, از ۲۰۰۴ تا ۲۰۱۰
6. F10/F11, از ۲۰۱۰ تا ۲۰۱۷
7. و نهایتاً،G30/G31/G38 , از ۲۰۱۷ تا کنون

می‌باشند.
همچنین در بسیاری از این سال‌ها نسخهٔ موتور اسپرت این خودرو تحت عنوان BMW M5 (در فارسی بِ‌ام‌و ام فایو یا بِ‌ام‌و ام پنج) نیز عرضه شده‌است.